# Lago Goldberger
El lago Goldberger (en alemán: Goldbergersee) es un lago situado en el distrito de Ludwigslust-Parchim, en el estado de Mecklemburgo-Pomerania Occidental (Alemania), a una altitud de 46.5 metros; tiene un área de 770 hectáreas.